# Стемланд, Кристин Мюрер
Кристин Мюрер Стемланд (норв. Kristin Mürer Stemland; род. 8 января 1981 года, Тронхейм) — норвежская лыжница, победитель этапов Кубка мира, многократная призёрка чемпионатов Норвегии. Специализируется в дистанционных гонках.
В Кубке мира Стемланд дебютировала в 8 марта 2000 года, в декабре 2003 года одержала первую победу на этапе Кубка мира, в эстафете. Всего имеет на своём счету 2 победы на этапах Кубка мира, обе в эстафетах, в личных гонках не поднималась выше 5-го места. Лучшим достижением Стемланд в общем итоговом зачёте Кубка мира является 24-е место в сезоне 2003/04.
На Олимпийских играх 2006 года в Турине заняла 19-е место в скиатлоне 7,5+7,5 км, 12-е место в гонке на 10 км классическим стилем, 24-е место в масс-старте на 30 км свободным ходом и 5-е место в эстафете.
За свою карьеру принимала участие в двух чемпионатах мира, лучший результат 19-е место в гонке на 10 км свободным стилем на чемпионате мира 2007 года в Саппоро.
Использует лыжи производства фирмы Fischer, ботинки и крепления Salomon.